# Afrika-Cup der Frauen 2016/Qualifikation
Zur Qualifikation zum Afrika-Cup der Frauen 2016 wurden 23 afrikanische Frauen-Fußballnationalmannschaften gemeldet. Erstmals meldeten Libyen und Mauritius, für die dies gleichzeitig die ersten Länderspiele ihrer Frauen-Nationalmannschaften waren.
Die Qualifikation wurde in zwei Runden im K.-o.-System mit Hin- und Rückspielen ausgetragen. In der ersten Runde sollten die 18 schwächeren Nationen gegeneinander antreten, da aber die Mannschaft der Demokratischen Republik Kongo zurückgezogen wurde, gab es nur acht Paarungen und Kenia kam kampflos in die zweite Runde. Die Sieger ermittelten mit den fünf Nationalmannschaften (Äquatorialguinea, Elfenbeinküste, Ghana, Nigeria und Südafrika), die in der FIFA-Weltrangliste im Dezember 2015 zusammen mit Gastgeber Kamerun am besten platziert waren, die sieben Mannschaften, die sich zusammen mit dem Ausrichter Kamerun für die Endrunde qualifizierten.

## Erste Runde
Die Hinspiele waren für den 4. bis 6. März 2016, die Rückspiele waren für den 18. bis 20. März 2016 angesetzt.
|              | Gesamt          |            | Hinspiel | Rückspiel |
| ------------ | --------------- | ---------- | -------- | --------- |
| Mali         | 2:1             | Marokko    | 0:0      | 2:1       |
| Tansania     | 2:3             | Simbabwe   | 1:2      | 1:1       |
| Sambia       | 5:3             | Namibia    | 3:1      | 2:2       |
| Libyen       | 00:12           | Ägypten    | 10:8 1   | 0:4       |
| Algerien     | 2:1             | Äthiopien  | 1:0      | 1:1       |
| Kenia        |                 | DR Kongo 2 |          |           |
| Senegal      | 1:1 (4:2 i. E.) | Guinea     | 1:0      | 0:1       |
| Burkina Faso | 0:2             | Tunesien   | 0:0      | 0:2       |
| Botswana     | 10:00           | Mauritius  | 6:0      | 4:0       |

## Zweite Runde
Die Hinspiele waren zunächst für den 8. bis 10. April terminiert, fanden nun aber bereits vom 6. bis 9. April 2016 statt. Die Rückspiele waren ursprünglich für den 22. bis 24. April 2016 angesetzt, wurden dann aber auf den 10. bis 12. April terminiert. In dieser Zeit fanden auch Spiele in der Qualifikation für die EM 2017 und Freundschaftsspiele auf anderen Kontinenten statt, so dass der normale Ligabetrieb ruhte und die Spielerinnen, die bei europäischen Vereinen spielten, für die Spiele freigestellt werden konnten. Die Sieger qualifizierten sich neben dem Gastgeber für den Afrika-Cup der Frauen 2016.
|          | Gesamt    |                  | Hinspiel | Rückspiel |
| -------- | --------- | ---------------- | -------- | --------- |
| Mali     | 2:3       | Äquatorialguinea | 1:1      | 1:2       |
| Simbabwe | 4:2       | Sambia           | 1:0      | 3:2       |
| Ägypten  | (a)2:2(a) | Elfenbeinküste   | 1:0      | 1:2       |
| Algerien | (a)3:3(a) | Kenia            | 2:2      | 1:1       |
| Senegal  | 1:3       | Nigeria          | 1:1      | 0:2       |
| Tunesien | 1:6       | Ghana            | 1:2      | 0:4       |
| Botswana | 0:5       | Südafrika        | 0:2      | 0:3       |

Äquatorialguinea wurde nach erfolgter Qualifikation auf Grund eines Einsatzes einer nicht spielberechtigten Spielerin ausgeschlossen. Hierfür rückte Mali nach.